# Изатуксимаб
Изатуксимаб — лекарственный препарат, моноклональное антитело для лечения множественной миеломы. Одобрен для применения: ЕС, США (2020).

## Структура и реакционная способность
Структура изатуксимаба состоит из двух идентичных каппа цепей иммуноглобулина и также двух одинаковых  гамма-цепей иммуноглобулина. Изатуксимаб имеет структуру и реакционную способность близкую к даратумумабу, поэтому оба препарата имеют одну и ту же мишень CD38. Однако изатуксимаб показывает более сильное подавление его эктозимных свойств. Изатуксимаб показывает действие дозозависимое аллостерического антагониста с подавлением ферментативной активности CD38. Кроме того, изатуксимаб имеет потенциал для запуска апоптоза без связывания с этой биомишенью. Изатуксимаб проявляет прямое действие на уничтожение раковых клеток, экспрессирующих CD38 .

## Механизм действия
Связывается с CD38.

## Метаболизм
Изатуксимаб метаболизируется через катаболические пути в более мелкие пептиды. В среднем элиминация ≥99% пропарата происходит примерно через два месяца после введения последней дозы. Процент клиренса снижался при увеличении дозировок с течением времени, а также при введении нескольких доз. Однако элиминация изатуксимаба не отличалась при применении в качестве одного препарата или в составе комбинированной терапии.

## Побочные эффекты
Побочные эффекты, ограничивающие размер одной дозы, характеризуются развитием любого из следующих состояний: негематологическая токсичность; нейтропения 4 степени или тромбоцитопения 4 степени продолжительностью более 5 дней; также присутствуют аллергические реакции на препарат. Развитие инфузионной реакции 2 степени и выше при принятии препарата невозможно, поскольку при надлежащем уходе пациенты, у которых до завершения инфузии возникла инфузионная реакция 2 степени, могут завершить приём изатуксимаба.

## Показания
- множественная миелома. Применяется в комбинации с помалидомидом и дексаметазоном.[4].

## Противопоказания
- Гиперчувствительность

## Беременность
- Женщины детородного возраста во время лечения и 5 мес. после него должны использовать методы контрацепции.[4]
- Мужчины во время лечения и 1 мес. после него должны использовать методы контрацепции.[4]

## Исследование на животных
Активность изатуксимаба была исследована на мышиных опухолях. Было доказано, что изатуксимаб приводит к противоопухолевой активности в MM клетках. Более того, комбинация изатуксимаба и помалидомида приводит к дополнительному усилению противоопухолевой активности в MM клетках. Таким образом, помалидомид приводит к повышению активности изатуксимаба.
Исследования токсичности при репродукции на животных пока не проводились. Таким образом, риски врожденных дефектов и выкидышей неизвестны.